# Kalendarium powstania warszawskiego – 6 września

## 6 września, środa
Niemcy przystępują do ostatecznego szturmu na Powiśle, uderzając z trzech stron (od północy, południa i wschodu) na powstańcze pozycje. Natarciu towarzyszą naloty i ostrzał artyleryjski. Uszkodzenie Biblioteki Krasińskich i gmachu Konserwatorium. Niemcy ostrzeliwują szpital przy ulicy Pierackiego 3 (dziś Foksal), w którym spłonęło żywcem około 80 rannych.
Wobec przygniatającej przewagi wroga siły powstańcze wycofują się z Powiśla na ulice Warecką i Chmielną. W trakcie ewakuacji powstańcza żandarmeria samowolnie rozstrzeliwuje przy ulicy Pierackiego około 40 uwięzionych volksdeutschów.
Mieszkańcy Powiśla są wśród mordów i gwałtów wypędzani ze swych domów, po czym gromadzeni przy ulicy Browarnej i przez Ogród Saski gnani na Wolę, a następnie do obozu w Pruszkowie.
W ręce Niemców wpadają powstańcze szpitale na Powiślu. Przy ulicy Tamka 3 (piwnice firmy Alfa-Laval) SS-mani mordują 11 ciężko rannych AK-owców oraz ich kapelana, o. Michała Czartoryskiego. Przy pobliskiej barykadzie rozstrzeliwują 30 polskich cywilów.
Z depeszy Bora-Komorowskiego do Londynu:

Sytuacja osiąga swój punkt kulminacyjny. Ludność cywilna przeżywa kryzys, który może mieć zasadniczy wpływ na oddziały walczące. Przyczyny kryzysu: coraz silniejsze i zupełnie bezkarne ostrzeliwanie i burzenie miasta, świadomość, że npl [nieprzyjaciel] dąży do zniszczenia całego obszaru na wzór Starówki, bezterminowe przedłużanie się walki, coraz mniejsze porcje głodowe dla pogorzelców i szybkie wyczerpywanie się żywności dla pozostałych, wielka śmiertelność wśród niemowląt, agitacja czynników wrogich, brak wody i elektryczności we wszystkich dzielnicach. (...) Amunicja jest na wyczerpaniu. (...) Na szybkie opanowanie Warszawy przez Sowiety nie liczymy.